# Livermore (Iowa)
Livermore è un comune degli Stati Uniti d'America, situato nello Stato dell'Iowa, nella contea di Humboldt.